# Spondy
Spondy (biał. Спонды, Spondy; ros. Спонды, Spondy) – wieś na Białorusi, w obwodzie grodzieńskim, w rejonie ostrowieckim, w sielsowiecie Michaliszki, w pobliżu granicy Rezerwatu Krajobrazowego Jeziora Soroczańskie.

## Historia
W XIX i w początkach XX w. położone były w Rosji, w guberni wileńskiej, w powiecie zawilejskim/święciańskim, w gminie Aleksandrya. Po I wojnie światowej pod administracją polską, w Zarządzie Cywilnym Ziem Wschodnich. W latach 1920–1922 w składzie Litwy Środkowej.
Od 11 kwietnia 1922 leżały w Polsce, w województwie wileńskim, w powiecie święciańskim, w gminie Aleksandrowo/Żukojnie.
Po II wojnie światowej w granicach Związku Sowieckiego. Od 1991 w niepodległej Białorusi. Do 26 lutego 2013 siedziba sielsowietu, liczącego w chwili likwidacji 58 miejscowości.